# First Responder Bowl 2022
Match précédent Match suivant
Le First Responder Bowl 2022 est un match de football américain de niveau universitaire joué après la saison régulière de 2022, le 27 décembre 2022 au Gerald J. Ford Stadium situé à University Park dans l'État du Texas aux États-Unis.
Il s'agit de la 13e édition du First Responder Bowl.
Le match met en présence l'équipe des Tigers de Memphis issue de la American Athletic Conference et l'équipe des Aggies d'Utah State issue de la Mountain West Conference.
Il débute vers 13 h 15 locales (21 h 15 en France) et est retransmis à la télévision par ESPN.
Sponsorisé par la société Servpro (en), le match est officiellement dénommé le 2022 Servpro First Responder Bowl.

## Présentation du match
Il s'agit de la 8e rencontre entre les deux équipes :
| Saison | Date              | Vainqueur  | Score   | Compétition                         |
| ------ | ----------------- | ---------- | ------- | ----------------------------------- |
| 1965   | 6 novembre 1965   | Memphis    | 07 - 0  | Saison régulière, joué à Memphis    |
| 1967   | 7 octobre 1967    | Utah State | 28 - 14 | Saison régulière, joué à Utah State |
| 1969   | 25 octobre 1969   | Memphis    | 40 - 0  | Saison régulière, joué à Utah State |
| 1970   | 21 novembre 1970  | Utah State | 15 - 12 | Saison régulière, joué à Memphis    |
| 1971   | 16 octobre 1971   | Utah State | 07 - 06 | Saison régulière, joué à Utah State |
| 1972   | 14 octobre 1972   | Memphis    | 38 - 29 | Saison régulière, joué à Memphis    |
| 1977   | 17 septembre 1977 | Memphis    | 31 - 26 | Saison régulière, joué à Memphis    |

| Équipes                                                                                                  | Couleurs | Conférences | Entraîneurs                       | Stats. saison rég. | Classements avant le bowl | Classements avant le bowl | Classements avant le bowl |
| --- | -------- | ----------- | --------------------------------- | ------------------ | ------------------------- | ------------------------- | ------------------------- |
| Équipes                                                                                                  | Couleurs | Conférences | Entraîneurs                       | Stats. saison rég. | CFP                       | AP                        | Coaches                   |
| Tigers de Memphis                                                                                        |          | AAC         | Ryan Silverfield (en) (3e saison) | 6 - 6              | NC                        | NC                        | NC                        |
| Aggies d'Utah State                                                                                      |          | MWC         | Blake Anderson (en)(2e saison)    | 6 - 6              | NC                        | NC                        | NC                        |
| - Arbitre : Francisco Villar (Pac-12) - Équipe donnée favorite par les bookmakers : Memphis par 7 points |          |             |                                   |                    |                           |                           |                           |

### Tigers de Memphis
Avec un bilan global en saison régulière de 6 victoires et 6 défaites (3-5 en matchs de conférence), Memphis est éligible et accepte l'invitation pour participer au First Responder Bowl 2022.
Ils terminent 8e de l'American Athletic Conference. À l'issue de la saison 2022 (bowl non compris), ils n'apparaissent pas dans les classements CFP, AP et Coaches.
Il s'agit de leur première participation au First Responder Bowl
| Logo     | Postes                                            | Joueurs                                           | Statistiques                                                      |
| -------- | ------------------------------------------------- | ------------------------------------------------- | ----------------------------------------------------------------- |
|          | Quarterback                                       | Seth Henigan                                      | 265/416 passes réussies pour 3 275 yards, 19 TDs, 8 interceptions |
| Coureur  | Seth Henigan                                      | 135 courses pour 313 yards nets gagnés et 4 TDs   |                                                                   |
| Receveur | Caden Prieskorn                                   | 46 réceptions pour 593 yards et 6 TDs             |                                                                   |
| Effectif | Listing et statistiques du roster 2022 des Tigers | Listing et statistiques du roster 2022 des Tigers |                                                                   |

### Aggies d'Utah State
Avec un bilan global en saison régulière de 6 victoires et 6 défaites (5-3 en matchs de conférence), Utah State est éligible et accepte l'invitation pour participer au First Responder Bowl 2022.
Ils terminent 4e de la Division Mountain de la Mountain West Conference derrière Boise State, Air Force et Wyoming.
À l'issue de la saison 2022 (bowl non compris), ils n'apparaissent pas dans les classements CFP, AP et Coaches.
Il s'agit de leur première participation au First Responder Bowl.
| Logo     | Postes                                            | Joueurs                                           | Statistiques                                                      |
| -------- | ------------------------------------------------- | ------------------------------------------------- | ----------------------------------------------------------------- |
|          | Quarterback                                       | Cooper Legas                                      | 128/209 passes réussies pour 1 465 yards, 11 TDs, 9 interceptions |
| Coureur  | Calvin Tyler Jr.                                  | 237 courses pour 1 043 yards nets gagnés et 8 TDs |                                                                   |
| Receveur | Brian Cobbs                                       | 70 réceptions pour 844 yards et 4 TDs             |                                                                   |
| Effectif | Listing et statistiques du roster 2022 des Aggies | Listing et statistiques du roster 2022 des Aggies |                                                                   |